# Похождения повесы
«Похожде́ния пове́сы» (англ. The Rake's Progress) — опера Игоря Стравинского в духе неоклассицизма. Либретто Уистена Одена и Честера Коллмена, основанное на сюжетах цикла из восьми картин и гравюр XVIII века под названием Похождение повесы английского художника Уильяма Хогарта. Стравинский видел эти картины в 1947 году на выставке в Чикаго.
Сюжет о духовной гибели некоего Тома Рейкуэлла, который бросает любимую Энн Трулав ради наслаждений Лондона в компании Ника Шэдоу, который оказывается Дьяволом. После нескольких неблагоприятных событий, подстроенных Дьяволом, Том попадает в Бедлам, психиатрическую больницу к югу от Лондона.

## Действующие лица
| Партия                                        | Голос         | Исполнитель на премьере 11 сентября 1951 Дирижёр: Игорь Стравинский |
| --------------------------------------------- | ------------- | ------------------------------------------------------------------- |
| Том Рейкуэлл                                  | тенор         | Роберт Раунсвилл                                                    |
| Ник Шэдоу                                     | баритон       | Отакар Краус                                                        |
| Трулав                                        | бас           | Рафаэль Арие                                                        |
| Энн, его дочь                                 | сопрано       | Элизабет Шварцкопф                                                  |
| Матушка-Гусыня                                | контральто    | Нелл Тэнджимен                                                      |
| Баба-турчанка                                 | меццо-сопрано | Дженни Турель                                                       |
| Селлем, аукционщик                            | тенор         | Юг Адемар Кюэно                                                     |
| Надзиратель в бедламе                         | бас           | Эмануэль Менкес                                                     |
| Завсегдатаи притона, слуги, умалишённые — хор |               |                                                                     |

## Содержание

### Акт 1
Том Рейкуэлл хочет жениться на Энн Трулав, но её отец против этого брака, так как не доверяет Тому, потому что тот не имеет постоянной работы. Том встречает Ника Шэдоу, который утверждает, что Том стал богатым наследником, так как неизвестный родственник умер, оставив ему много денег. Он предлагает Тому стать слугой и следовать за ним в Лондон, чтобы помочь разобраться со своим наследством. Ник подталкивает Тома к посещению различных увеселительных и сомнительных заведений. Том соглашается провести ночь с Матушкой-Гусыней в борделе. В то же самое время Энн тоскует по Тому и не понимает, почему так долго нет от него вестей. Она предполагает, что что-то могло случиться с ним, и сама решает отправиться в Лондон, чтобы разыскать Тома.

### Акт 2
Тома тяготит аморальный образ жизни, и он признаётся Нику в своем несчастии, на что Ник отвечает, что Том должен продемонстрировать свою независимость и жениться на Бабе-турчанке, знаменитой бородатой леди. Вскоре Энн находит Тома в Лондоне. Она является как раз в тот момент, когда Том сходит с носилок с Бабой-турчанкой, на которой он только что женился. Том требует от Энн уйти, он искренне жалеет о сложившейся ситуации. В следующей сцене Том уже ненавидит свой брак с Бабой, которая оказывается болтушкой с взрывным характером. Том заставляет её замолчать, лишь бросив свой парик ей на лицо, после чего Том засыпает. Во сне к нему приходит Ник и демонстрирует «чудо-машину», которая, по его утверждению, способна превращать камни в хлеб. Том кричит во сне, что он хотел бы, чтобы это стало реальностью, и, проснувшись, видит машину, о которой мечтал. Ник убеждает Тома, что он может заработать много денег, если откроет бизнес и будет создавать такие машины, скрывая, что это чистой воды надувательство.

### Акт 3
Затея с бизнесом провалилась. Том находится на грани разорения, и Селлем готовится выставить дом Тома на аукцион. Баба-турчанка с момента, когда Том заставил её замолчать с помощью парика, парализована. Когда она приходит в себя, она начинает возмущаться, ведь на аукцион выставлены её вещи, но затем успокаивается, когда появляется Энн. Баба советует ей найти Тома и «наставить его на путь истинный» и предупреждает её об угрозе, исходящей от Ника Шэдоу. Баба заявляет, что возвращается к своему прежнему образу жизни. На кладбище Ник открывает своё истинное лицо и показывает Тому, что он на самом деле Дьявол и говорит, что Том должен отдать ему душу в качестве оплаты. Когда наступает полночь, Ник предлагает ему путь к спасению в виде игры в карты. Том выигрывает, но только потому, что он думал об Энн. Проигравший Ник погружается в преисподнюю, накладывая на Тома проклятие безумия. Тома отправляют в сумасшедший дом, знаменитый Бедлам. Он считает, что он Адонис и что Энн на самом деле является Венерой, богиней любви. Энн посещает его, поет ему колыбельную, потом тихо уходит от него. Когда он понимает, что она покинула его, он умирает.
В эпилоге главные персонажи указывают на простую мораль: дьявол всегда творит зло руками людей праздных.

## История создания и постановок
Опера была впервые исполнена в Венеции 11 сентября 1951 года с Элизабет Шварцкопф, исполнившей партию Энн Трулав. В 1957 году спектакль входил в состав первого сезона оперы Santa Fe. Сам композитор принимал участие в репетициях. Выдающаяся постановка также состоялась в 1975 году на Глайндборнском оперном фестивале, которая была поставлена Дэвидом Хокни. Она была возрождена в Королевском оперном театре Ковент-Гарден в июле 2008 года. В сезоне 2012—2013 годов опера ставилась на сцене Дворца Гарнье в Париже.
В России опера впервые была поставлена Борисом Покровским. В 2003 опера была поставлена на новой сцене Большого театра (дирижёр-постановщик Александр Титов, режиссёр-постановщик и художник Дмитрий Черняков).
По мнению британского композитора Томаса Адеса, опера является «одной из величайших опер XX века».
Во Франции идёт под названием «Хроника извращенца». В Латвии опера стала известна как «Хроника извращения».
В 2017 году в Москве была поставлена на XVI Московском Пасхальном фестивале, который был посвящён 135-летию со дня рождения Игоря Стравинского. Дирижировал Валерий Гергиев.

## Дискография
Полные аудиозаписи оперы «Похождения повесы» осуществили (среди прочих) И. Ф. Стравинский (1964), Р. Шайи (1983), С. Одзава (концертная, 1995), Дж. Э. Гардинер (1997).